# Cissus leemansii
Cissus leemansii är en vinväxtart som beskrevs av J. Dewit. Cissus leemansii ingår i släktet Cissus och familjen vinväxter. Inga underarter finns listade i Catalogue of Life.